# Inerciální navigace
Inerciální navigační systém je založen na soustavě gyroskopů. Osa rotujícího setrvačníku gyroskopu zachovává svoji orientaci vůči inerciální souřadné soustavě, i pokud je gyroskop uzavřen uvnitř pohybujícího se tělesa. Měřením sil vznikajících při pohybu na ložiscích gyroskopů je možné určit změnu polohy tělesa, aniž by k tomu bylo potřeba jakékoli interakce s hmotným okolím. Starší inerciální systémy používaly pro montáž k vozidlu tzv. inerciální platformu a termíny jsou někdy považovány za synonyma.
Inerciální snímače jsou často doplněny barometrickým výškoměrem a někdy magnetickými snímači (magnetometr) a/nebo zařízeními pro měření rychlosti. Inerciální navigace vyžadují stabilní a přesné hodiny pro výpočet změny pozice. Inerciální navigace jsou používány na mobilních robotech a na vozidlech, jako jsou lodě, letadla, ponorky, řízené střely a kosmické lodě. První bojově nasazenou raketou s inerciální navigací byla německá V-2.

Neinerciální navigační systém využívá vnější zdroje pro zjištění polohy (pevné orientační body v krajině, laserový paprsek, slunce, hvězdy, globální družicový polohový systém a podobně).